# Arman Manukyan
Arman Manukyan (Fatih, İstanbul, 21 de març de 1931 - 28 de desembre de 2012) va ser un catedràtic turc, professor del Robert College i la Universitat del Bòsfor a Istanbul per més de mig segle. Pertanyia a la comunitat dels Armenis de Turquia. Va ser professor de Tansu Çiller, ex Primera Ministra de Turquia. Entre els seus alumnes va tenir figures conegudes a la societat turca, com les famoses dones de negocis Güler Sabancı i Suna Kıraç. Els seus alumnes el coneixien com a «Efsane Papyon» (Corbatí llegendari). L'escriptora turca Nuran Çakmakçı va escriure un llibre en la seva memòria, amb el títol «Efsane Papyon: Arman Manukyan Kitabı» (Corbatí llegendari: El llibre d'Arman Manukyan, en turc).
Manukyan diu que ha fet treballs de lobby contra ASALA com a part d'un "task force".